# Taomati Iuta
Taomati Iuta, né le 2 mai 1939 à Beru et mort le 5 juin 2016 à Tarawa, est un homme d'État gilbertin.

## Biographie
Il fait ses études au Leicester College au Royaume-Uni, les Kiribati étant alors une colonie de l'Empire britannique, et devient enseignant à l'école George V, l'école secondaire publique de la colonie. En 1970, il intègre l'administration coloniale, et y exerce diverses fonctions au cours des années qui suivent. Il participe aux élections législatives de 1978, l'année qui précède l'indépendance, et est élu député de Beru au Maneaba, le Parlement national. Il y est réélu en 1979, 1982, 1987, 1991, 1994 et 1998. En 1978 également, il participe à la première élection exécutive au suffrage universel, visant à élire un ministre en chef qui conduira le pays à l'indépendance. Il termine dernier des quatre candidats, avec 8 % des voix ; c'est Ieremia Tabai qui est élu premier chef de gouvernement du pays. 
De 1978 à 1994, Iuta est membre du gouvernement sans discontinuer. Sous la présidence de Ieremia Tabai puis de Teatao Teannaki, tous deux membres du Parti du progrès national, il est successivement ministre du Développement des ressources naturelles ; ministre du Commerce extérieur, des Industries et du Travail ; ministre des Transports et des Communications ; puis à nouveau ministre du Développement des ressources naturelles. De 1991 à 1994 il est simultanément vice-président de la République et ministre des Finances et de la Planification économique, sous la présidence de Teatao Teannaki,.
Il est brièvement président du Parlement de janvier à mars 2003, cette fonction étant nécessairement attribuée à une personnalité externe au Parlement. La destitution du gouvernement par une motion de censure en mars provoque de nouvelles élections législatives, une nouvelle majorité, et l'élection d'un nouveau président du Parlement, Etera Teangana. Après les législatives de 2007, toutefois, la présidence de l'assemblée est à nouveau confiée à Iuta. En novembre 2010, il s'exprime à la Conférence de Tarawa sur le changement climatique, appelant les États participants à trouver un accord ; l'enjeu du réchauffement climatique est l'une des priorités du président de la République, Anote Tong. En août 2011, il délivre le message d'ouverture au Parlement des femmes, initiative visant à former les candidates aux législatives à venir, et à encourager la participation des femmes aux élections,. Il conserve la présidence du Parlement à la suite des législatives d'octobre 2011.  
Il perd la présidence du Parlement à la suite des élections législatives de décembre 2015 et janvier 2016. Candidat à sa propre succession, et soutenu par le parti Boutokaan te koaua, il reçoit les suffrages de dix-neuf députés lors du vote le 5 février. Il est battu par Teatao Teannaki, candidat de la coalition Tobwaan Kiribati, qui obtient vingt-six voix. 